# العلاقات التركية المالية
العلاقات التركية المالية هي العلاقات الثنائية التي تجمع بين تركيا ومالي.

## مقارنة بين البلدين
هذه مقارنة عامة ومرجعية للدولتين:
| وجه المقارنة                                              | تركيا         | مالي            |
| --------------------------------------------------------- | ------------- | --------------- |
| المساحة (كم2)                                             | 783.56 ألف    | 1.24 مليون      |
| عدد السكان (نسمة)                                         | 80.14 مليون   | 18.54 مليون     |
| الكثافة السكانية (ن./كم²)                                 | 102.28        | 14.95           |
| العاصمة                                                   | أنقرة         | باماكو          |
| اللغة الرسمية                                             | اللغة التركية | لغة فرنسية      |
| العملة                                                    | ليرة تركية    | فرنك غرب أفريقي |
| الناتج المحلي الإجمالي (بليون دولار)                      | 851.10 مليار  | 15.29 مليار     |
| الناتج المحلي الإجمالي (تعادل القوة الشرائية) بليون دولار | 1.57 تريليون  | 35.69 مليار     |
| الناتج المحلي الإجمالي الاسمي للفرد دولار أمريكي          | 9.12 ألف      | 724             |
| الناتج المحلي الإجمالي للفرد دولار أمريكي                 | 19.79 ألف     | 1.60 ألف        |
| مؤشر التنمية البشرية                                      | 0.761         | 0.419           |
| رمز المكالمات الدولي                                      | +90           | +223            |
| رمز الإنترنت                                              | .tr           | .ml             |
| المنطقة الزمنية                                           | ت ع م+03:00   | 00              |

## منظمات دولية مشتركة
يشترك البلدان في عضوية مجموعة من المنظمات الدولية، منها:
| علم المنظمة | اسم المنظمة                                                | تاريخ انضمام تركيا | تاريخ انضمام مالي |
| ----------- | ---------------------------------------------------------- | ------------------ | ----------------- |
|             | مؤسسة التنمية الدولية                                      | 22 ديسمبر 1960     | 27 سبتمبر 1963    |
|             | الأمم المتحدة                                              | 24 أكتوبر 1945     | 28 سبتمبر 1960    |
|             | منظمة التجارة العالمية                                     | 26 مارس 1995       | ?                 |
|             | منظمة التعاون الإسلامي                                     | 25 سبتمبر 1969     | ?                 |
|             | البنك الإفريقي للتنمية                                     | ?                  | ?                 |
|             | وكالة ضمان الاستثمار متعدد الأطراف                         | 3 يونيو 1988       | 22 أكتوبر 1992    |
|             | العملية المشتركة للاتحاد الأفريقي والأمم المتحدة في دارفور | ?                  | ?                 |
|             | منظمة الشرطة الجنائية الدولية                              | ?                  | ?                 |
|             | المركز الدولي لتسوية المنازعات الاستشارية                  | 2 أبريل 1989       | 2 فبراير 1978     |
|             | الاتحاد الدولي للاتصالات                                   | 1866               | 21 أكتوبر 1960    |
|             | الفريق المعني برصد الأرض                                   | ?                  | ?                 |
|             | البنك الدولي للإنشاء والتعمير                              | 11 مارس 1947       | 27 سبتمبر 1963    |
|             | الاتحاد البريدي العالمي                                    | ?                  | ?                 |
|             | منظمة حظر الأسلحة الكيميائية                               | ?                  | ?                 |
|             | مؤسسة التمويل الدولية                                      | 19 ديسمبر 1956     | 9 مايو 1978       |
|             | يونسكو                                                     | 4 نوفمبر 1946      | 7 نوفمبر 1960     |

## أعلام
هذه قائمة لبعض الشخصيات التي تربطها علاقات بالبلدين:
- فرناند كوليبالي (لاعب كرة قدم مالي، 1 أغسطس 1971 – )

## وصلات خارجية
- موقع وزارة الخارجية التركية